# Chongzhen
Chongzhen (Shuntian, 6 februari 1611 - aldaar, 25 april 1644) was de laatste keizer van de Chinese Mingdynastie tussen 1627 en 1644. Als zodanig was hij ook de laatste keizer van Han-Chinese afkomst. Hij was geboren als Zhu Youjian, als de zoon van keizer Taichang. De monarchie woonde in de door hen gebouwde Verboden Stad.
Chongzhens regering stond voornamelijk in het teken van de strijd tegen de uit het noordoosten opdringende Manchu, wiens leiders zich vanaf 1636 de Grote Qing noemden. Yuan Chonghuan, minister van Defensie, was verantwoordelijk voor het op afstand houden van de Manchu. De Shanhaiguan-pas, de belangrijkste doorgang van Peking naar Mantsjoerije, werd versterkt. Hier werden de Qing lange tijd tegengehouden.
In 1628 braken echter opstanden uit in Shaanxi, naar aanleiding van een droogte een jaar eerder en de aanhoudende belastingdruk. De regering, die volledig in beslag werd genomen door de oorlog tegen de Qing, kon hier niet adequaat op reageren, en de opstand breidde zich verder uit. Li Zicheng ontpopte zich als de belangrijkste leider en liet zichzelf tot koning van de Grote Shun uitroepen. In 1644 rukte hij op naar Peking. Toen het bericht Chongzhen bereikte dat Li al in de buitenwijken was met zijn leger, hing hij zichzelf op aan een boom in het Jingshanpark in de Verboden Stad. Van tevoren gaf hij een groot banket en vervolgens vermoordde hij vrijwel alle aanwezige hofbediendes en leden van de monarchie. Alleen zijn dochter Prinses Changping overleefde de moordpartij.